# Saipan

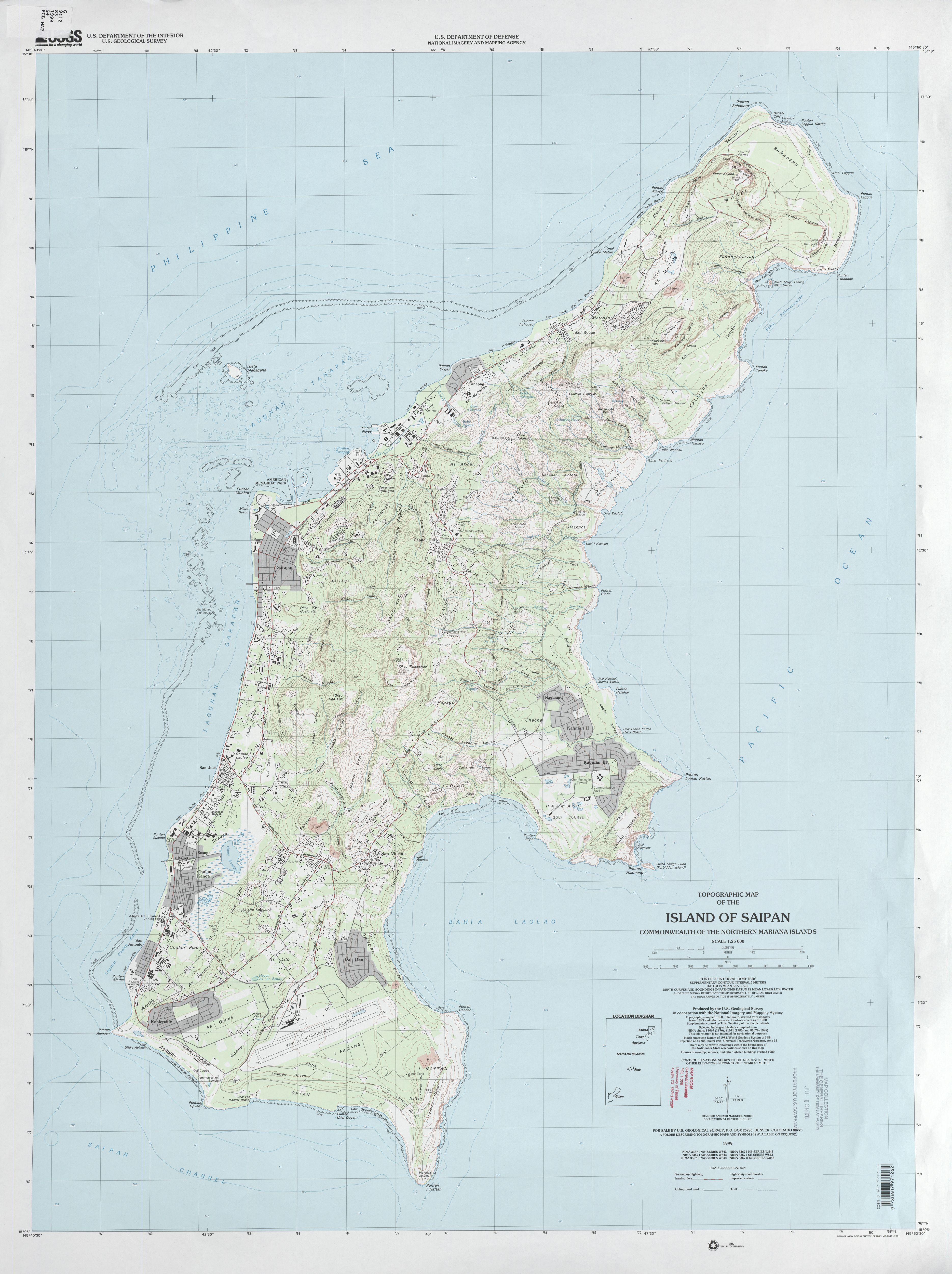
Harta topografică a Insulei Saipan

Saipan /saɪˈpæn/ este cea mai mare insulă din Comunitatea Insulelor Mariane de Nord, un teritoriu neîncorporat al Statelor Unite ale Americii din Oceanul Pacific. Conform Recensământului Statelor Unite ale Americii din 2010, populația sa era de 48 220.
Cea mai mare și importantă localitate de pe insulă este satul Garapan.
1. ↑  GeoNames, accesat în 7 decembrie 2022
2. ↑  Gazetteer, accesat în 7 decembrie 2022
3. ↑  British Museum place thesaurus[*] Verificați valoarea |titlelink= (ajutor);
4. ↑  „Saipan”, Gemeinsame Normdatei, accesat în 8 decembrie 2022
5. ↑  Geographic Names Information System, accesat în 7 decembrie 2022
6. ↑  The World Factbook, accesat în 8 decembrie 2022